# Eublemma pergrata
Eublemma pergrata är en fjärilsart som beskrevs av Jules Pièrre Rambur 1858. Eublemma pergrata ingår i släktet Eublemma och familjen nattflyn. Inga underarter finns listade i Catalogue of Life.